# هوانگ هونگ
هوانگ هونگ (انگلیسی: Huang Hong؛ زادهٔ ۷ مارس ۱۹۸۰) بازیکن زن هندبال اهل چین بود. وی در بازی‌های المپیک تابستانی ۲۰۰۸ شرکت کرده‌است.